# Championnat du monde de Formule 1 2026
Navigation
2025 2027
Le championnat du monde de Formule 1 2026 est la 77e édition du championnat du monde de Formule 1. La saison, qui débute le 6 mars et s'achève le 6 décembre comprend, comme l'exercice précédent, vingt-quatre Grands Prix, avec l'introduction d'une seconde course en Espagne, le Grand Prix de Madrid.
La saison 2026 est marquée par un important changement de règlementation, avec une nouvelle configuration des moteurs remplaçant les blocs hybrides à double système de récupération d'énergie utilisés depuis 2014 et une nouvelle règlementation concernant l'aérodynamique et les châssis prenant la place de celle en vigueur depuis 2022.
Audi, qui a racheté Sauber en 2024, fait son entrée en tant qu'équipe officielle avec son propre moteur. Cadillac débute en Formule 1 en utilisant des moteurs Ferrari, marquant la première participation d'une onzième équipe depuis 2016. Honda, via sa filiale Honda Racing Corporation, devient le motoriste officiel et exclusif d'Aston Martin F1 Team après avoir mis fin à sa collaboration actuelle avec Red Bull Racing. Ford, parti fin 2004, fait son retour dans la discipline en soutenant Red Bull Powertrains pour équiper Red Bull Racing et Racing Bulls. Renault n'est plus motoriste car Alpine passe aux moteurs Mercedes.

## Repères en début de saison

### Nouvelle motorisation
Stable depuis 2014, un nouveau règlement concernant les groupes motopropulseurs entre en vigueur en 2026,. Ces nouvelles unités continuent de produire une puissance supérieure à 1 000 chevaux (750 kW) mais la répartition de cette puissance entre les différentes sources d'énergie est profondément modifiée.
La configuration du moteur thermique, un V6 turbocompressé de 1,6 litre introduit en 2014, est conservée. En revanche, le MGU-H (Motor Generator Unit – Heat), en usage depuis cette même date, est supprimé. La puissance du MGU-K (Motor Generator Unit – Kinetic) est fortement augmentée, passant de 160 chevaux (120 kW) à 470 chevaux (350 kW). Parallèlement, la contribution du moteur thermique est réduite, tombant de 850 chevaux (630 kW) à 540 chevaux (400 kW). Les groupes propulseurs devront ainsi être capables de récupérer deux fois plus d'énergie électrique qu'auparavant,.
Autre nouveauté notable, le débit de carburant n'est plus mesuré et plafonné selon la masse mais en fonction de l'énergie contenue dans le carburant utilisé. Les moteurs fonctionnent par ailleurs avec 100 % de biocarburant, une énergie durable actuellement en cours de développement par la Formule 1,.
Lors de la réunion de la Commission F1 début 2025, il a été convenu d'étudier des mécanismes de compensation permettant aux motoristes en retard de combler leur déficit de développement. Par ailleurs, la Commission a suggéré qu'un comité technique consultatif examine l'opportunité de réduire la puissance électrique déployée en configuration course par rapport au plafond prévu de 470 chevaux, certaines équipes ayant exprimé des inquiétudes quant au risque de pénurie d'énergie déployable en fin de Grand Prix.

### Dimensions des monoplaces et aérodynamique
Le 6 juin 2024, la FIA dévoile le concept des nouvelles monoplaces qui introduit une aérodynamique active à l'avant comme à l'arrière, remplaçant le système de réduction de la traînée (aileron arrière mobile) par un mode moteur à déploiement manuel. L'empattement est réduit à 3,40 m (contre 3,60 m), la largeur à 1,90 m (contre 2,00 m) et la masse minimale abaissée de 30 kg. Les pneumatiques sont également réduits de 2,5 cm à l'avant et de 3 cm à l'arrière. Le fond plat produit moins d'effet de sol afin de limiter le marsouinage. En octobre 2024, la FIA annonce que la réduction d'appui par rapport à la génération 2022–2025 sera d'environ 15 % (contre plus de 40 % initialement envisagés), réduisant l'écart de performance à deux secondes au tour au lieu de quatre.

### Mesures pour la sécurité
La réglementation concernant la structure d'impact avant est modifiée afin d'améliorer la sécurité en cas d'accident. Un nouveau design en deux étapes est introduit pour éviter que la structure ne se détache de la cellule de survie après un premier choc, ce qui exposait auparavant la monoplace à d'éventuels impacts secondaires. La protection contre les intrusions latérales, notamment autour de l'habitacle et du réservoir de carburant, est renforcée. Ces améliorations visent à mieux protéger les zones critiques en cas de collision latérale, sans augmenter le poids du véhicule .
La solidité du Halo est également accrue : il doit désormais résister à une charge équivalente à 20 g, contre 16 auparavant, avec des exigences de test relevées de 141 à 167 kN , en accord avec les standards de sécurité des autres disciplines de monoplaces. Par ailleurs, des feux latéraux de sécurité indiquant l'état du système de récupération d'énergie d'une voiture arrêtée en piste sont désormais obligatoires afin d'alerter les commissaires de piste.

### Pilotes
Duos de pilotes reconduits :
Départs :
Transferts :
Transferts en cours de saison :
Débuts en tant que pilote titulaire :

### Essais hivernaux
Les essais hivernaux se déroulent en trois parties ; la première à Barcelone, à huit clos du 28 au 30 janvier 2026 et les deux suivantes à Bahreïn du 11 au 13 février 2026 puis du 18 au 20 février 2026 ; le championnat commence deux semaines plus tard, en Australie.

## Pilotes et monoplaces
| Écuries                                     | Constructeurs  | Châssis | Moteurs   | Pneus | Directeurs d'équipe | No               | Pilotes           | Pilotes de réserve et de développement |
| ------------------------------------------- | -------------- | ------- | --------- | ----- | ------------------- | ---------------- | ----------------- | -------------------------------------- |
| McLaren Formula 1 Team                      | McLaren        |         | Mercedes  | P     | Andrea Stella       | 4                | Lando Norris      |                                        |
| McLaren Formula 1 Team                      | McLaren        | 81      | Mercedes  | P     | Andrea Stella       | Oscar Piastri    |                   |                                        |
| Scuderia Ferrari HP                         | Ferrari        |         | Ferrari   | P     | Frédéric Vasseur    | 16               | Charles Leclerc   |                                        |
| Scuderia Ferrari HP                         | Ferrari        | 44      | Ferrari   | P     | Frédéric Vasseur    | Lewis Hamilton   |                   |                                        |
| Oracle Red Bull Racing                      | Red Bull       |         | RBPT-Ford | P     | Laurent Mekies      | 33               | Max Verstappen    |                                        |
| Oracle Red Bull Racing                      | Red Bull       |         | RBPT-Ford | P     | Laurent Mekies      |                  |                   |                                        |
| Mercedes-AMG PETRONAS Formula One Team      | Mercedes       |         | Mercedes  | P     | Toto Wolff          |                  |                   |                                        |
| Mercedes-AMG PETRONAS Formula One Team      | Mercedes       |         | Mercedes  | P     | Toto Wolff          |                  |                   |                                        |
| Aston Martin Aramco Formula One Team        | Aston Martin   |         | Honda     | P     | Andy Cowell         | 14               | Fernando Alonso   |                                        |
| Aston Martin Aramco Formula One Team        | Aston Martin   | 18      | Honda     | P     | Andy Cowell         | Lance Stroll     |                   |                                        |
| BWT Alpine Formula One Team                 | Alpine         |         | Mercedes  | P     | Steve Nielsen       | 10               | Pierre Gasly      |                                        |
| BWT Alpine Formula One Team                 | Alpine         |         | Mercedes  | P     | Steve Nielsen       |                  |                   |                                        |
| MoneyGram Haas F1 Team                      | Haas           |         | Ferrari   | P     | Ayao Komatsu        | 31               | Esteban Ocon      |                                        |
| MoneyGram Haas F1 Team                      | Haas           | 87      | Ferrari   | P     | Ayao Komatsu        | Oliver Bearman   |                   |                                        |
| Visa Cash App Racing Bulls Formula One Team | Racing Bulls   |         | RBPT-Ford | P     | Alan Permane        |                  |                   |                                        |
| Visa Cash App Racing Bulls Formula One Team | Racing Bulls   |         | RBPT-Ford | P     | Alan Permane        |                  |                   |                                        |
| Atlassian Williams Racing                   | Williams       |         | Mercedes  | P     | James Vowles        | 23               | Alexander Albon   |                                        |
| Atlassian Williams Racing                   | Williams       | 55      | Mercedes  | P     | James Vowles        | Carlos Sainz Jr. |                   |                                        |
| Revolut Audi F1 Team,                       | Audi           |         | Audi      | P     | Mattia Binotto      | 5                | Gabriel Bortoleto |                                        |
| Revolut Audi F1 Team,                       | Audi           | 27      | Audi      | P     | Mattia Binotto      | Nico Hülkenberg  |                   |                                        |
| Cadillac Formula 1 Team                     | General Motors |         | Ferrari   | P     | Graeme Lowdon       |                  |                   |                                        |
| Cadillac Formula 1 Team                     | General Motors |         | Ferrari   | P     | Graeme Lowdon       |                  |                   |                                        |

## Grands Prix de la saison 2026

Planisphère représentant les pays accueillant un Grand Prix en 2026.

Le calendrier du championnat 2026 dévoilé le 10 juin 2025 par la FIA et la Formule 1, comprend, comme l'année précédente, vingt-quatre Grands Prix.
Le Grand Prix de Madrid fait son apparition pour une deuxième course en Espagne, alors que celui d'Émilie-Romagne, qui se courait depuis  2020, disparaît. 
| no   | Date                 | Grand Prix                    | Lieu              | Vainqueur | Écurie | Pole position | Record du tour | Pilote du jour | Résumé |
| ---- | -------------------- | ----------------------------- | ----------------- | --------- | ------ | ------------- | -------------- | -------------- | ------ |
| 1150 | 8 mars               | Grand Prix d'Australie        | Melbourne         |           |        |               |                |                | Résumé |
| 1151 | 15 mars              | Grand Prix de Chine           | Shanghai          |           |        |               |                |                | Résumé |
| 1152 | 29 mars              | Grand Prix du Japon           | Suzuka            |           |        |               |                |                | Résumé |
| 1153 | 12 avril             | Grand Prix de Bahreïn         | Sakhir            |           |        |               |                |                | Résumé |
| 1154 | 19 avril             | Grand Prix d'Arabie saoudite  | Djeddah           |           |        |               |                |                | Résumé |
| 1155 | 3 mai                | Grand Prix de Miami           | Miami Gardens     |           |        |               |                |                | Résumé |
| 1156 | 24 mai               | Grand Prix du Canada          | Montréal          |           |        |               |                |                | Résumé |
| 1157 | 7 juin               | Grand Prix de Monaco          | Monaco            |           |        |               |                |                | Résumé |
| 1158 | 14 juin              | Grand Prix d'Espagne          | Barcelone         |           |        |               |                |                | Résumé |
| 1159 | 28 juin              | Grand Prix d'Autriche         | Spielberg         |           |        |               |                |                | Résumé |
| 1160 | 5 juillet            | Grand Prix de Grande-Bretagne | Silverstone       |           |        |               |                |                | Résumé |
| 1161 | 19 juillet           | Grand Prix de Belgique        | Spa-Francorchamps |           |        |               |                |                | Résumé |
| 1162 | 26 juillet           | Grand Prix de Hongrie         | Budapest          |           |        |               |                |                | Résumé |
| 1163 | 23 août              | Grand Prix des Pays-Bas       | Zandvoort         |           |        |               |                |                | Résumé |
| 1164 | 6 septembre          | Grand Prix d'Italie           | Monza             |           |        |               |                |                | Résumé |
| 1165 | 13 septembre         | Grand Prix de Madrid          | Madring           |           |        |               |                |                | Résumé |
| 1166 | 26 septembre         | Grand Prix d'Azerbaïdjan      | Bakou             |           |        |               |                |                | Résumé |
| 1167 | 11 octobre           | Grand Prix de Singapour       | Marina Bay        |           |        |               |                |                | Résumé |
| 1168 | 25 octobre           | Grand Prix des États-Unis     | Austin            |           |        |               |                |                | Résumé |
| 1169 | 1er novembre         | Grand Prix de Mexico          | Mexico            |           |        |               |                |                | Résumé |
| 1170 | 8 novembre           | Grand Prix de São Paulo       | São Paulo         |           |        |               |                |                | Résumé |
| 1171 | (Samedi) 21 novembre | Grand Prix de Las Vegas       | Las Vegas         |           |        |               |                |                | Résumé |
| 1172 | 29 novembre          | Grand Prix du Qatar           | Losail            |           |        |               |                |                | Résumé |
| 1173 | 6 décembre           | Grand Prix d'Abou Dabi        | Yas Marina        |           |        |               |                |                | Résumé |

## Classements saison 2026

### Attribution des points
| Position             | 1er | 2e | 3e | 4e | 5e | 6e | 7e | 8e | 9e | 10e |
| Points en Grand Prix | 25  | 18 | 15 | 12 | 10 | 8  | 6  | 4  | 2  | 1   |
| Points en Sprint     | 8   | 7  | 6  | 5  | 4  | 3  | 2  | 1  |    |     |

### Pilotes
| Pos. | Pilotes | AUS | CHN | JPN | BAH | KSA | MIA | CAN | MON | ESP | AUT | GB | BEL | HON | PB | ITA | ESP | AZE | SGP | USA | MEX | SÃP | LAV | QAT | EAU | Points |
| ---- | ------- | --- | --- | --- | --- | --- | --- | --- | --- | --- | --- | -- | --- | --- | -- | --- | --- | --- | --- | --- | --- | --- | --- | --- | --- | ------ |
| 1    |         |     |     |     |     |     |     |     |     |     |     |    |     |     |    |     |     |     |     |     |     |     |     |     |     |        |
| 2    |         |     |     |     |     |     |     |     |     |     |     |    |     |     |    |     |     |     |     |     |     |     |     |     |     |        |
| 3    |         |     |     |     |     |     |     |     |     |     |     |    |     |     |    |     |     |     |     |     |     |     |     |     |     |        |
| 4    |         |     |     |     |     |     |     |     |     |     |     |    |     |     |    |     |     |     |     |     |     |     |     |     |     |        |
| 5    |         |     |     |     |     |     |     |     |     |     |     |    |     |     |    |     |     |     |     |     |     |     |     |     |     |        |
| 6    |         |     |     |     |     |     |     |     |     |     |     |    |     |     |    |     |     |     |     |     |     |     |     |     |     |        |
| 7    |         |     |     |     |     |     |     |     |     |     |     |    |     |     |    |     |     |     |     |     |     |     |     |     |     |        |
| 8    |         |     |     |     |     |     |     |     |     |     |     |    |     |     |    |     |     |     |     |     |     |     |     |     |     |        |
| 9    |         |     |     |     |     |     |     |     |     |     |     |    |     |     |    |     |     |     |     |     |     |     |     |     |     |        |
| 10   |         |     |     |     |     |     |     |     |     |     |     |    |     |     |    |     |     |     |     |     |     |     |     |     |     |        |
| 11   |         |     |     |     |     |     |     |     |     |     |     |    |     |     |    |     |     |     |     |     |     |     |     |     |     |        |
| 12   |         |     |     |     |     |     |     |     |     |     |     |    |     |     |    |     |     |     |     |     |     |     |     |     |     |        |
| 13   |         |     |     |     |     |     |     |     |     |     |     |    |     |     |    |     |     |     |     |     |     |     |     |     |     |        |
| 14   |         |     |     |     |     |     |     |     |     |     |     |    |     |     |    |     |     |     |     |     |     |     |     |     |     |        |
| 15   |         |     |     |     |     |     |     |     |     |     |     |    |     |     |    |     |     |     |     |     |     |     |     |     |     |        |
| 16   |         |     |     |     |     |     |     |     |     |     |     |    |     |     |    |     |     |     |     |     |     |     |     |     |     |        |
| 17   |         |     |     |     |     |     |     |     |     |     |     |    |     |     |    |     |     |     |     |     |     |     |     |     |     |        |
| 18   |         |     |     |     |     |     |     |     |     |     |     |    |     |     |    |     |     |     |     |     |     |     |     |     |     |        |
| 19   |         |     |     |     |     |     |     |     |     |     |     |    |     |     |    |     |     |     |     |     |     |     |     |     |     |        |
| 20   |         |     |     |     |     |     |     |     |     |     |     |    |     |     |    |     |     |     |     |     |     |     |     |     |     |        |
| 21   |         |     |     |     |     |     |     |     |     |     |     |    |     |     |    |     |     |     |     |     |     |     |     |     |     |        |
| 22   |         |     |     |     |     |     |     |     |     |     |     |    |     |     |    |     |     |     |     |     |     |     |     |     |     |        |

### Constructeurs
| Pos. | Constructeurs | Pilotes | AUS | CHN | JPN | BAH | KSA | MIA | CAN | MON | ESP | AUT | GB | BEL | HON | PB | ITA | ESP | AZE | SGP | USA | MEX | SÃP | LAV | QAT | EAU | Points |
| ---- | ------------- | ------- | --- | --- | --- | --- | --- | --- | --- | --- | --- | --- | -- | --- | --- | -- | --- | --- | --- | --- | --- | --- | --- | --- | --- | --- | ------ |
| 1    |               |         |     |     |     |     |     |     |     |     |     |     |    |     |     |    |     |     |     |     |     |     |     |     |     |     |        |
|      |               |         |     |     |     |     |     |     |     |     |     |     |    |     |     |    |     |     |     |     |     |     |     |     |     |     |        |
| 2    |               |         |     |     |     |     |     |     |     |     |     |     |    |     |     |    |     |     |     |     |     |     |     |     |     |     |        |
|      |               |         |     |     |     |     |     |     |     |     |     |     |    |     |     |    |     |     |     |     |     |     |     |     |     |     |        |
| 3    |               |         |     |     |     |     |     |     |     |     |     |     |    |     |     |    |     |     |     |     |     |     |     |     |     |     |        |
|      |               |         |     |     |     |     |     |     |     |     |     |     |    |     |     |    |     |     |     |     |     |     |     |     |     |     |        |
| 4    |               |         |     |     |     |     |     |     |     |     |     |     |    |     |     |    |     |     |     |     |     |     |     |     |     |     |        |
|      |               |         |     |     |     |     |     |     |     |     |     |     |    |     |     |    |     |     |     |     |     |     |     |     |     |     |        |
| 5    |               |         |     |     |     |     |     |     |     |     |     |     |    |     |     |    |     |     |     |     |     |     |     |     |     |     |        |
|      |               |         |     |     |     |     |     |     |     |     |     |     |    |     |     |    |     |     |     |     |     |     |     |     |     |     |        |
| 6    |               |         |     |     |     |     |     |     |     |     |     |     |    |     |     |    |     |     |     |     |     |     |     |     |     |     |        |
|      |               |         |     |     |     |     |     |     |     |     |     |     |    |     |     |    |     |     |     |     |     |     |     |     |     |     |        |
| 7    |               |         |     |     |     |     |     |     |     |     |     |     |    |     |     |    |     |     |     |     |     |     |     |     |     |     |        |
|      |               |         |     |     |     |     |     |     |     |     |     |     |    |     |     |    |     |     |     |     |     |     |     |     |     |     |        |
| 8    |               |         |     |     |     |     |     |     |     |     |     |     |    |     |     |    |     |     |     |     |     |     |     |     |     |     |        |
|      |               |         |     |     |     |     |     |     |     |     |     |     |    |     |     |    |     |     |     |     |     |     |     |     |     |     |        |
| 9    |               |         |     |     |     |     |     |     |     |     |     |     |    |     |     |    |     |     |     |     |     |     |     |     |     |     |        |
|      |               |         |     |     |     |     |     |     |     |     |     |     |    |     |     |    |     |     |     |     |     |     |     |     |     |     |        |
| 10   |               |         |     |     |     |     |     |     |     |     |     |     |    |     |     |    |     |     |     |     |     |     |     |     |     |     |        |
|      |               |         |     |     |     |     |     |     |     |     |     |     |    |     |     |    |     |     |     |     |     |     |     |     |     |     |        |
| 11   |               |         |     |     |     |     |     |     |     |     |     |     |    |     |     |    |     |     |     |     |     |     |     |     |     |     |        |
|      |               |         |     |     |     |     |     |     |     |     |     |     |    |     |     |    |     |     |     |     |     |     |     |     |     |     |        |